# Polo na Letnich Igrzyskach Olimpijskich 1908
Polo na Letnich Igrzyskach Olimpijskich 1908 – turniej olimpijski w polo, rozegrany podczas igrzysk w Londynie w 1908 roku.
Zawody przeprowadzono między 18 a 21 czerwca 1908. Na podium olimpijskim stanęli tylko reprezentanci Wielkiej Brytanii. Złoty medal wywalczył zespół z Roehampton w składzie: George Miller, Patteson Nickalls, Herbert Wilson i Charles Miller. Drugie miejsce zajęły ex aequo zespoły Hurlingham i Irlandii. W zespole Hurlingham zaprezentowali się: Jack Wodehouse, Frederick Freake, Walter Buckmaster i Walter Jones, natomiast w zespole Irlandii wystąpili: Hardress Lloyd, John McCann, Percy O’Reilly oraz Auston Rotheram.

## Rezultaty

### Runda pierwsza
- Roehampton –  Hurlingham 3:1

### Gra druga
- Roehampton –  Irlandia 8:1

### Medaliści
| Złoto                                                                              | Srebro |
| ---------------------------------------------------------------------------------- | --- |
| Wielka BrytaniaGeorge Miller · Patteson Nickalls · Herbert Wilson · Charles Miller | Wielka BrytaniaJack Wodehouse · Frederick Freake · Walter Buckmaster · Walter Jones · Wielka BrytaniaHardress Lloyd · John McCann · Percy O’Reilly · Auston Rotheram |